# Ludwig Klerr
Ludwig Klerr (* 30. Juni 1826 in Baden, Niederösterreich; † 7. August 1882 in Klagenfurt am Wörthersee) war ein österreichischer Kapellmeister und Komponist. 
Klerr war der ältere Bruder von Johann Baptist Klerr. Nach seinem Debüt am Stadttheater von Ödenburg arbeitete er dort kurz auch mit seinem Bruder Johann Baptist zusammen. Später wurde er nach Laibach engagiert und kam 1859 nach Temesvar. Dort wurde er 1864 für zwei Jahre Militärkapellmeister beim Infanterie-Regiment Nr. 23. 
Im Herbst 1866 ging Klerr nach Wien und wurde dort Kapellmeister am Theater an der Wien. Dort arbeitete er einige Zeit u. a. mit Richard Genée zusammen, bis man ihn 1870 nach Budapest holte. Zwischen 1875 und 1880 leitete Klerr als musikalischer Direktor das Theater in Klagenfurt. Dann legte er alle Ämter nieder um sich nur noch dem Dirigieren zu widmen. 
Klerr starb fünf Wochen nach seinem 56. Geburtstag am 7. August 1882 in Klagenfurt und fand dort auch seine letzte Ruhestätte. 

## Werke (Auswahl)
- Marianne. Oper.